# Listă de scriitori egipteni
Aceasta este o listă de scriitori egipteni.
- Ahmed Shawqi (1868–1932)
- Hafez Ibrahim (1872–1932)

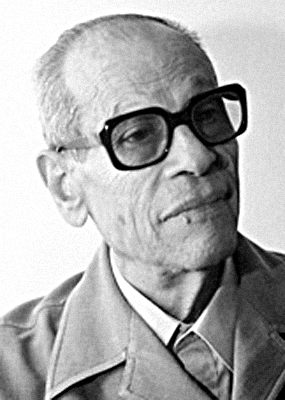
Naguib Mahfouz

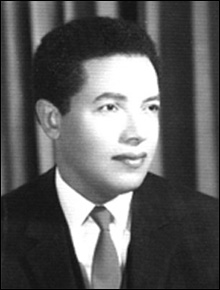
Mustafa Mahmoud

- Mustafa Lutfi al-Manfaluti (1876-1920)
- Salama Moussa (1887–1958)
- Edwar al-Kharrat (1926-2015)
- Taha Hussein (1889–1973)
- Fekry Pasha Abaza (1896–1979)
- Taufik ad-Hakim (1898–1987)
- Munira Thabit (1902–1967)
- Muhammad Husayn Haykal (1909–1956)
- Abo El Seoud El Ebiary (1910–1969)
- Naghib Mahfuz (1911–2006)
- Edmond Jabès (1912–1991)
- Tatamkhulu Afrika (1920–2002)
- Andrée Chedid (1920–2011)
- Moustafa Mahmoud (1921-2009)
- Fathy Ghanem (1924–1998)
- Anis Mansour (1925–2011)
- Yusuf Idris (1927–1991)
- Mohammad Moustafa Haddara (1930–1997)
- Alifa Rifaat (1930–1996)
- Samir Amin (1931– )
- Fawzia Fahim (1931– )
- Nawal El Saadawi (1931– )
- Salama Ahmed Salama (1932–2012)
- Ra'ouf Mus'ad (1937-)
- Sonallah Ibrahim (1937– )
- Abdel Rahman el-Abnudi (1938–2015)
- Leila Ahmed (1940– )
- Affaf Tobbala (1941-)
- Gamal Al-Ghitani (1945– )
- Ahmad Al-Khamisi (1948- )
- Ahdaf Soueif (1950– )
- Ibrahim Elfiky (1950-2012)
- Alaa al-Aswani (1957-)
- Ahmed Khaled Tawfik (1962–2018)
- Laila Soliman (1981– )
- Hussein Bassir (1973-)
- Muhammad Aladdin (1979-)